# スーザン・アントン
スーザン・アントン（Susan Ellen Anton, 1950年10月12日 - ）は、アメリカ合衆国の女優、歌手。日本においては1980年代、カメリアダイヤモンドのテレビコマーシャル出演、ヒット曲『FOXY』で知られる。カリフォルニア州ユカイパ出身。身長180cm。

## 経歴
父親は警察官。祖父はリンゴ園を経営。カリフォルニア州立ユカイパハイスクール～サンベルナルディーノカレッジ卒。17歳の時、ミス・アメリカの3位（2nd runner-up）に選ばれた のをきっかけにショー・ビジネスの世界に入る。ラスベガスやニューオリンズでショー公演をつづけるかたわら1979年、NBCで4回にわたり放送された『スーザン・アントンのすべて』（Presenting Susan Anton）で人気を決定づけた。同年公開の映画『ゴールデンガール』（日本未公開）では映画デビューにして主演。科学者の養父により人為的に成長させられた苦悩するオリンピックアスリート役を演じ、ゴールデングローブ賞にノミネート。劇中の脚線美から「レギー」とも呼ばれた。また、人気ドラマ『チャーリーズ・エンジェル』がファラ・フォーセットの後継役としてスーザン・アントンに白羽の矢を立てたが、ファラ・フォーセットのイメージで役を引き継ぐのは不本意として、そのオファーを断っている。
日本においては、1974年の第3回東京音楽祭にコンテスタントとして出場。1980年の第9回東京音楽祭では審査員として、1981年の第10回東京音楽祭はプレゼンターとして参加している。この第9回東京音楽祭の来日時に株式会社三貴の目にとまり、カメリアダイヤモンドのコマーシャル出演に至った。カメリアダイヤモンドのコマーシャルソングとして使用された『FOXY』はスマッシュヒットし、「ミュージックフェア」「ザ・トップテン（前夜祭）」「レッツゴーヤング」「夜のヒットスタジオ（1981年7月20日）」などの歌番組やAMラジオの深夜放送「パックインミュージック」等に出演。多くの雑誌で特集も組まれ、東京厚生年金会館や中野サンプラザでコンサートも行った（1981年7月）。カメリアダイアモンドのスーザン・アントンの次にコマーシャルに起用されたのが、よく似た風貌からライバル視されることが多かったファラ・フォーセット（当時はファラ・フォーセット・メジャース）であった。1970年代末葉、全米でポスター売上げ1位がファラ・フォーセット、2位がスーザン・アントンだったことがある。

### 私生活
最初の夫はジャック・スティン。シルヴェスター・スタローンと同棲したことがある。ダドリー・ムーアと恋人関係だった時には20cm以上の身長差（ダドリーは159cm）が話題となる。1997年には夫で俳優のジェフ・レスターと共にプロダクション・カンパニー『Big Picture Studios』を立ち上げ、映像やコマーシャルなどの制作を行っている。

## 主な出演作品
（英語版）

## ディスコグラフィ

### アルバム
- 1981年 『Killin' Time』(Scotti Bros.)
  - 日本のみ、曲順を変更して『フォクシー (Foxy)』と改題して発売。JP#20。
- 2001年 『One Night』"(Varese Sarabande、日本未発売)
- 2009年 『Winter Wonderland』(日本未発売)
  - 本人公式サイトでのみ販売。

### シングル
- 1978年 「Listen to My Smile」(CBS、日本未発売)
  - 初出はGuy & Ralna、1976年発売のアルバム"Love Songs"収録曲。
- 1980年 「Killin' Time duet w/ Fred Knoblock』(Scotti Bros.) US#28
- 1981年1月 「フォクシー (Foxy) 」(Scotti Bros.) JP#11
  - 日本、スペインのみ発売。カメリアダイヤモンド コマーシャルソング
- 1981年6月 「ファイアー (Fire) 」(Scotti Bros.) JP#65
  - 日本のみ発売。
- 1982年 「女・旅・愛 (This Young Girl's Heart)」 (Scotti Bros.)
  - 日本のみ発売、シーボン化粧品 イメージソング
- 1984年 「Jericho」 (FBI Records、日本未発売)

## 参照
1. ↑  “Michigan Girl Chosen Miss America”. The New York Times. (1969年9月7日)
2. ↑  “About | Big Picture Studios | United States” (英語). www.bigpicturestudios.com. 2024年10月12日閲覧。